# Rolf Marquardt

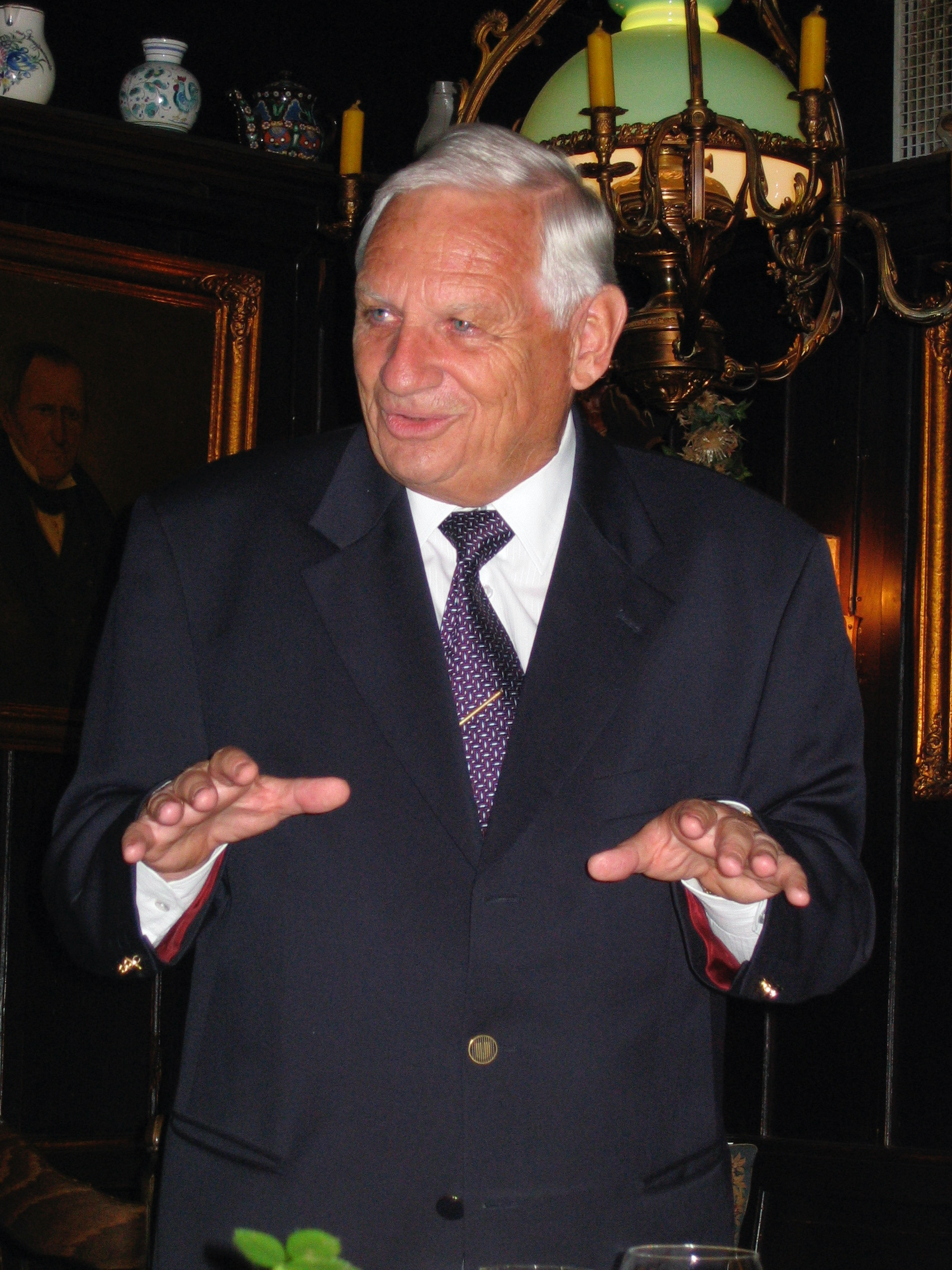
Rolf Marquardt (2005)

Rolf Emil Marquardt (* 8. September 1925 in Öhringen) ist ein deutscher Augenarzt und Universitätsprofessor.

## Leben
Marquardt wurde 1925 in Öhringen geboren und heiratete am 1. Oktober 1955 Marie Ruth Eppendahl. Aus der Ehe gingen ein Sohn Christoph Marquardt und eine Tochter Sibylle Marquardt hervor.
Marquardt besuchte die Oberschule für Jungen (heute Leibniz-Gymnasium Stuttgart-Feuerbach) und wurde als 17-Jähriger ohne Abitur mit Reifevermerk zunächst zum Reichsarbeitsdienst (1. Mai 1943 – 31. Juli 1943) und dann als Wehrmachtssoldat zum Kriegswehrdienst eingezogen (ab 15. August 1943). Bis zur Invasion und seiner Gefangennahme 1944 war er an der Westfront am Atlantik in der Normandie in Frankreich stationiert. Danach war er bis 1946 als englischer Kriegsgefangener in Kanada und danach in England. Bis 13. Mai 1948 war er in dem von Birger Forell in Kooperation mit dem CVJM-Mitarbeiter John Barwick gegründeten Studienlager Norton Camp, Cuckney, Mansfield, Nottinghamshire, wo er dank der kriegsgefangenen deutschen Lehrer unter Willi Lassen mit 200 anderen Kriegsgefangenen das Abitur über die Schulbehörde der Hansestadt Hamburg am 10. April 1948 ablegte.
Von 1948 bis 1954 studierte er Medizin an der Albert-Ludwigs-Universität Freiburg und legte die ärztliche Prüfung am 19. Mai 1954 ab. Er war dann als Medizinalassistent zunächst bis 30. September 1954 an der Universitäts – Hautklinik in Freiburg und dann bis 31. März 1955 an der Medizinischen Universitätsklinik in Freiburg unter Ludwig Heilmeyer und promovierte dort am 31. Juli 1954 zum Doktor der Medizin unter Ludwig Heilmeyer, dem späteren Gründungsrektor und Vorsitzenden des Gründungsausschusses an der Medizinisch-naturwissenschaftlichen Hochschule Ulm.
Nach dem Studium bildete Marquardt sich zunächst breit aus und war ab 1. April 1955 als Medizinalassistent des Roten Kreuz Krankenhauses Wuppertal – Elberfeld zunächst in der geburtshilflich – gynäkologischen Abteilung unter Dr. Baltzer bis zu seiner Vollapprobation am 30. September 1955 tätig. Er wechselte dann in die Pathologie unter Liebegott bis 15. November 1956 und dann in die Innere Medizin unter Mellinghoff bis 30. April 1957.
Ab 1957 war er als Assistenzarzt an der Universitätsaugenklinik in Freiburg unter Wilhelm Wegner. Am 14. April 1961 erhielt er die Anerkennung als Facharzt für Augenkrankheiten. Er forschte an den histopathologischen Gefäßveränderungen des Auges bei Hypertonie und Sklerose und publizierte zahlreiche nationale und internationale Arbeiten. Am 1. Juli 1965 folgte die Habilitation mit einer pathologisch-anatomischen Studie, über die morphologischen und histopathologischen Aspekte der Augenhintergrundveränderungen bei Hypertonie. 
Er wechselte am 1. Juni 1966 als geschäftsführender Oberarzt und Privatdozent an die Universitätsaugenklinik in Mainz. 1970 erhielt er eine außerplanmäßige Professur an der Johannes Gutenberg-Universität Mainz. 1971 nahm er dann den Lehrauftrag für Ophthalmologie an der Medizinischen Fakultät Mannheim an. In dieser Zeit publizierte er wissenschaftliche Arbeiten und Publikationen, die auf dem Gebiet der Kontaktologie international richtungsweisende Geltung erlangten.
Am 21. April 1972 folgte dann die Berufung auf den neu gegründeten Lehrstuhl für Augenheilkunde an der Universität Ulm. Er begann dort lediglich mit einem Schreibtisch und einem Telefon und hatte beim Aufbau der Abteilung für Augenheilkunde echte Pionierarbeit zu leisten. Klinische Krankenversorgung und operative Therapie (insbesondere Chirurgie des grauen und grünen Stars, Linsenimplantationen nach Staroperationen), die Ausbildung der Mitarbeiter und Assistenzärzte, Forschung und Lehre wurden etabliert. Neben der grundlegenden Forschung zur Entwicklung einer verträglichen und optisch brauchbaren weichen Kontaktlinse forschte er aufgrund seiner Ergebnisse über pathologisch-anatomische Veränderungen der okulären Gefäße mit seinem Team zur Mikrozirkulationsforschung des Auges am Glaukom. Aus dem Team gingen international anerkannte Glaukomforscher hervor. Durch seine fundamentale Forschung auf dem Gebiet des trockenen Auges (Keratoconjunctivitis sicca) und die Einführung therapeutischer Maßnahmen erlangte Marquardt internationale Anerkennung. Er ist Mitbegründer der Societas internationalis dacryologica und Mitherausgeber des Lehrbuches Das trockene Auge in Klinik und Praxis, welches als Standardwerk ins englische und italienische übersetzt wurde. In seiner wissenschaftlichen Karriere hat er mehr als 100 Publikationen veröffentlicht.
Ab 1984 wurde er von der Medizinischen Fakultät der Universität Ulm zum Dekan gewählt. Er bildete insgesamt 55 Augenärzte aus, von denen sich mehrere unter seiner Leitung habilitieren konnten. Daneben war über Jahre Vertrauensdozent der Studienstiftung des deutschen Volkes. Auch als Gutachter für Fragen ärztlicher Haftpflicht bei der Landesärztekammer Baden-Württemberg und als Prüfer bei Fachgesprächen war er tätig.
Am 30. September 1990 wurde Marquardt emeritiert. Danach betrieb Marquardt ab November 1990 noch eine privatärztliche Praxis bis 2004.

## Ehrungen
- 1994 Auszeichnung mit dem goldenen Lui Javal Pin vom International Contact Lens Council für seine klinischen und experimentellen Studien zur Kontaktologie, welche die Grundlage der Entwicklung einer verträglichen und optisch brauchbaren weichen Kontaktlinse waren.
- Symposium „Okuläre Durchblutungsstörungen, Grundlagen – Diagnostik – Therapie“ vom 3. - 5. Oktober 1985 auf der Reisensburg zum 60. Geburtstag von Rolf Marquardt[1]
- Internationales Glaukomsymposium „Das Glaukom, Aspekte aus der Forschung für die Praxis“ am 15. September 1990 in Neu-Ulm zum 65. Geburtstag Rolf Marquardt gewidmet

## Veröffentlichungen (Auswahl)
- Die Gefäß- und Netzhautveränderungen des Auges bei Hypertonie. In: Path. Anat. 1957.
- mit Ruth Marquardt: Über die inverse Hornhauttransplantation beim Kaninchen. In: Graef. Arch. Ophth. 1964.
- Die Relation arterieller Gefäßveränderungen der Netzhaut zu ebensolchen gleichkalibrigen Körperarterien bei chronischer Blutdruckerhöhung. In: Graef. Arch. Ophth. 1968.
- Interpretation und diagnostische Bedeutung hypertoner Augenhintergrundveränderungen. In: Wochenschau. Klein, 1970.
- mit A. Nover: Der Augenhintergrund bei Gefäßkrankheiten. C. H. Boehringer Sohn, Ingelheim am Rhein 1970.
- mit Michael A. Lemp (Hrsg.): Das trockene Auge in Klinik und Praxis. Springer-Verlag, Berlin / Heidelberg 1991, doi:10.1007/978-3-642-76181-2, ISBN 978-3-540-53307-8.